# 전기실

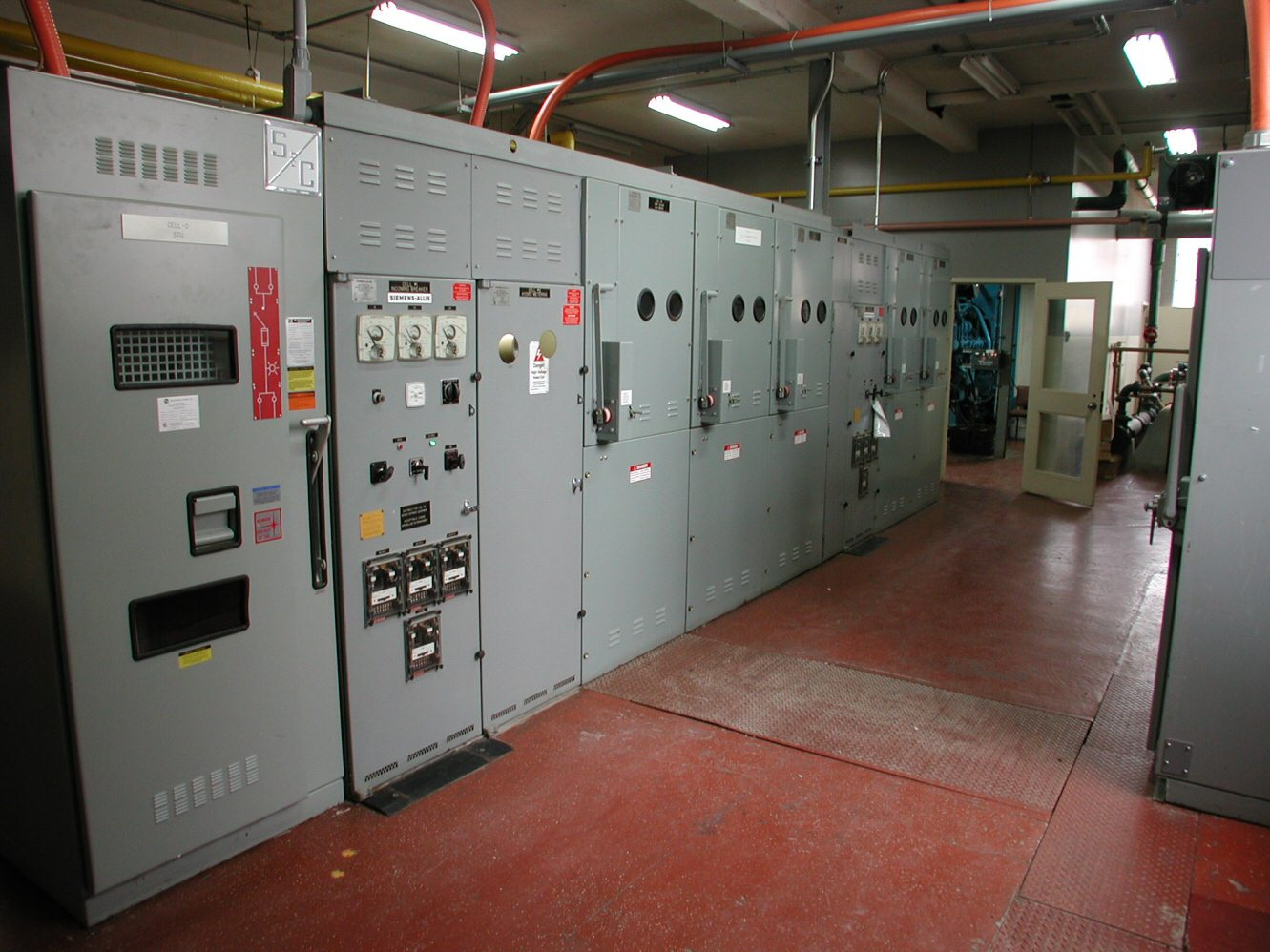
대형 건물의 주요 배전실

전기실(electrical room)은 전기 장비 전용 건물의 기술실 또는 공간이다. 그 크기는 일반적으로 건물 크기에 비례한다. 대형 건물에는 주 전기실과 보조 전기실이 있을 수 있다. 전기 장비는 배전 장비용일 수도 있고 통신 장비용일 수도 있다.
전기실은 보통 다음의 장비를 갖추고 있다:
- 전기 배전반
- 배전반
- 회로 차단기 및 단순 차단기
- 모터 제어 센터
- 변압기
- 부스바
- 전기 계량기
- 배터리실의 백업 배터리
- 화재 경보 제어판
- 배전 프레임

대규모 건물 단지에서는 기본 전기실에 실내 변전소가 있을 수 있다.